# مراد یقین
مراد یقین (ترکی استانبولی: Murat Yakın؛ زادهٔ ۱۵ سپتامبر ۱۹۷۴) بازیکن و سرمربی فوتبال اهل سوئیس که ترک 
تبار است.
از باشگاه‌هایی که در آن بازی کرده‌است می‌توان به باشگاه فوتبال کایزرسلاوترن، باشگاه فوتبال فنرباغچه، باشگاه فوتبال بازل، باشگاه فوتبال اشتوتگارت، و باشگاه فوتبال گراس‌هاپر زوریخ اشاره کرد.
وی همچنین در تیم ملی فوتبال سوئیس مربیگری می‌کند.